# جائزة الرئيس للخدمة المدنية الفيدرالية المتميزة

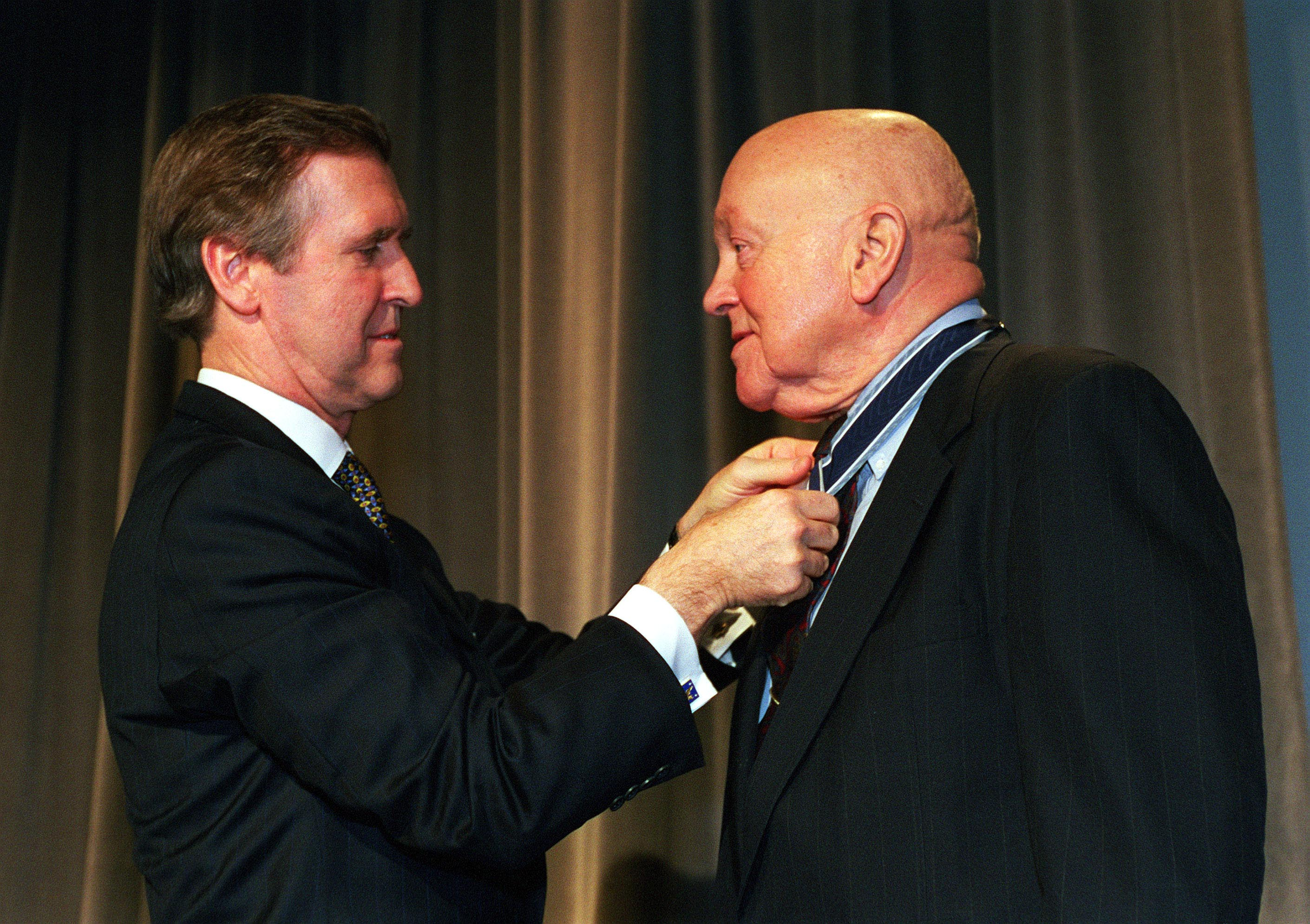
ديفيد أو كوك يتسلم جائزة الرئيس للخدمة المدنية الفيدرالية المتميزة في عام 1999.

جائزة الرئيس للخدمة المدنية الفيدرالية المتميزة (بالإنجليزية: President's Award for Distinguished Federal Civilian Service)‏ هي جائزة أنشأها الرئيس الأمريكي دوايت أيزنهاور في 27 يونيو 1957 بِموجب القرار التنفيذي 10717، وتم إنشاء هذه الجائزة للسماح للرئيس بالاعتراف بفضل المسؤولين أو الموظفين المدنيين في الحكومة الفيدرالية الذين قدموا مساهمات هامة.